# Chauny

Chauny este o comună în departamentul Ain, Franța. În 1 ianuarie 2022 avea o populație de 11.456 de locuitori.